# 바히드 하셰미안
바히드 하셰미안(페르시아어: وحيد هاشميان, Vahid Hashemian Korbekandi, 1976년 7월 21일, 이란 테헤란 ~) 은 이란의 은퇴한 축구 선수로, 포지션은 스트라이커였다.

## 경력
- 1998년 아시안 게임 국가대표
- 2000년 AFC 아시안컵 국가대표
- 2004년 AFC 아시안컵 국가대표
- 2006년 FIFA 월드컵 국가대표

## 수상
이란
- 1998년 아시안 게임 금메달
- 2004년 AFC 아시안컵 3위